# Lan ý
Lan ý (Spathiphyllum cochlearispathum) là một loài thực vật có hoa trong họ Ráy (Araceae). Loài này được (Liebm.) Engl. miêu tả khoa học đầu tiên năm 1879.

## Hình ảnh

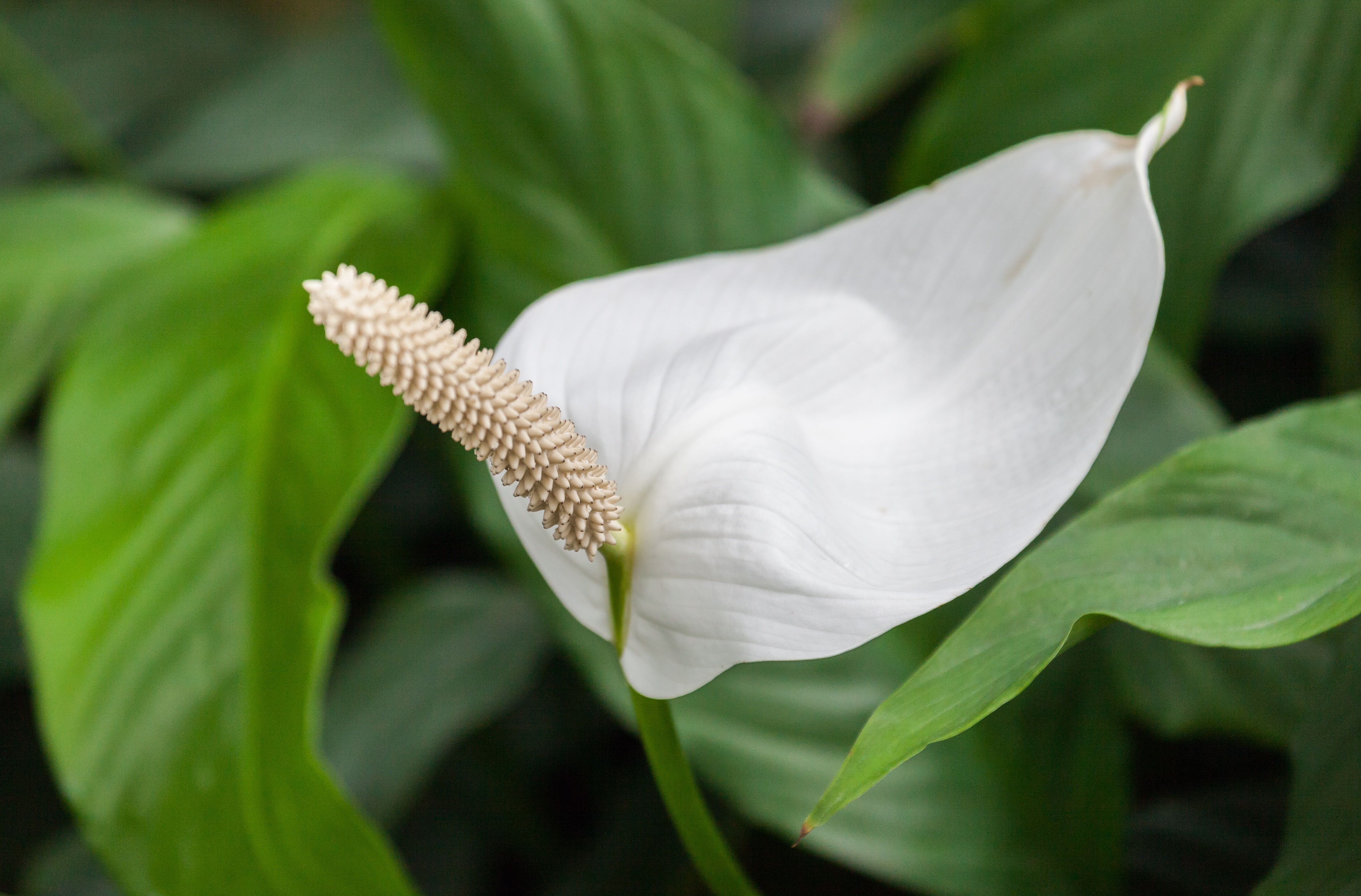
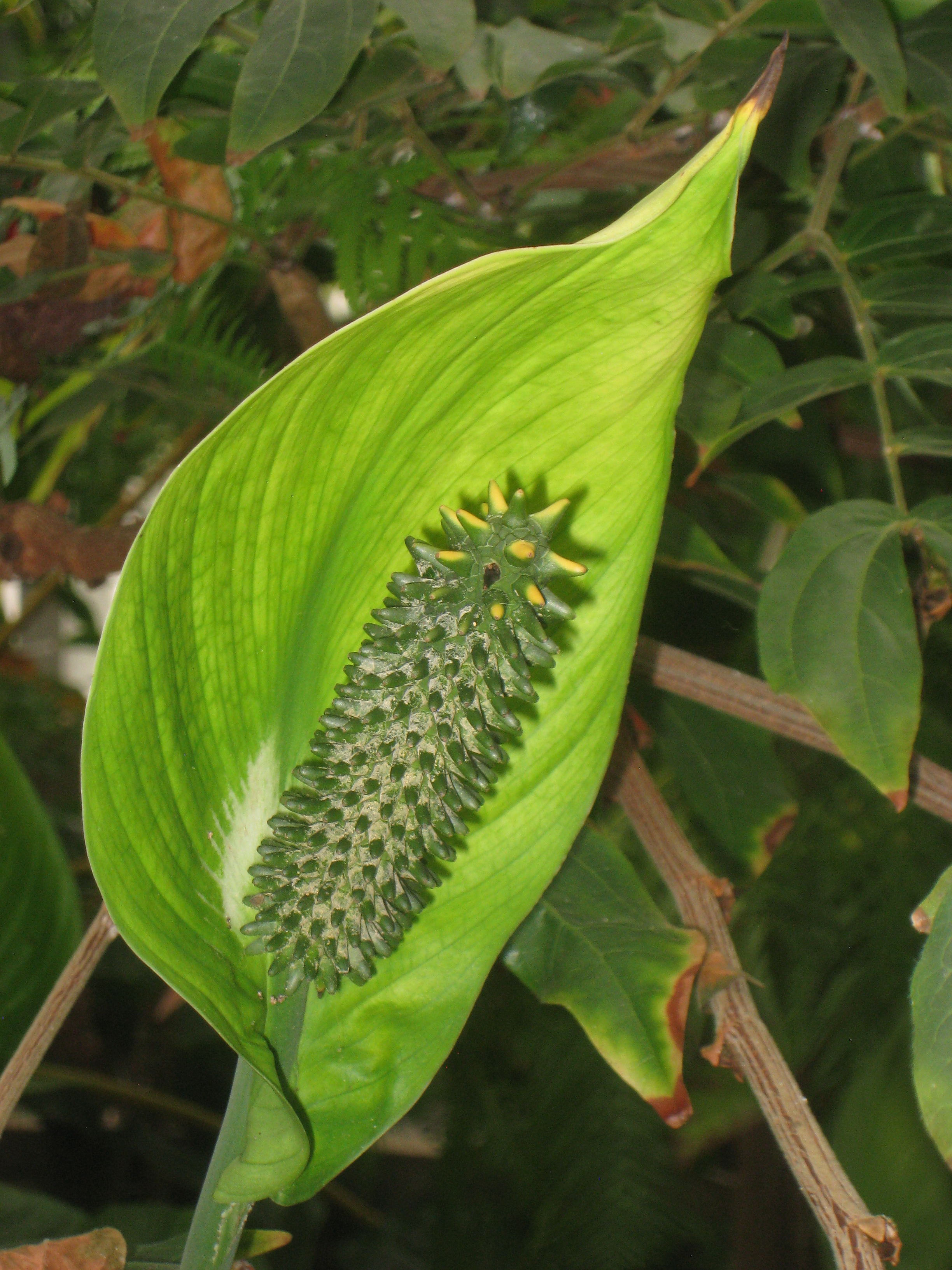
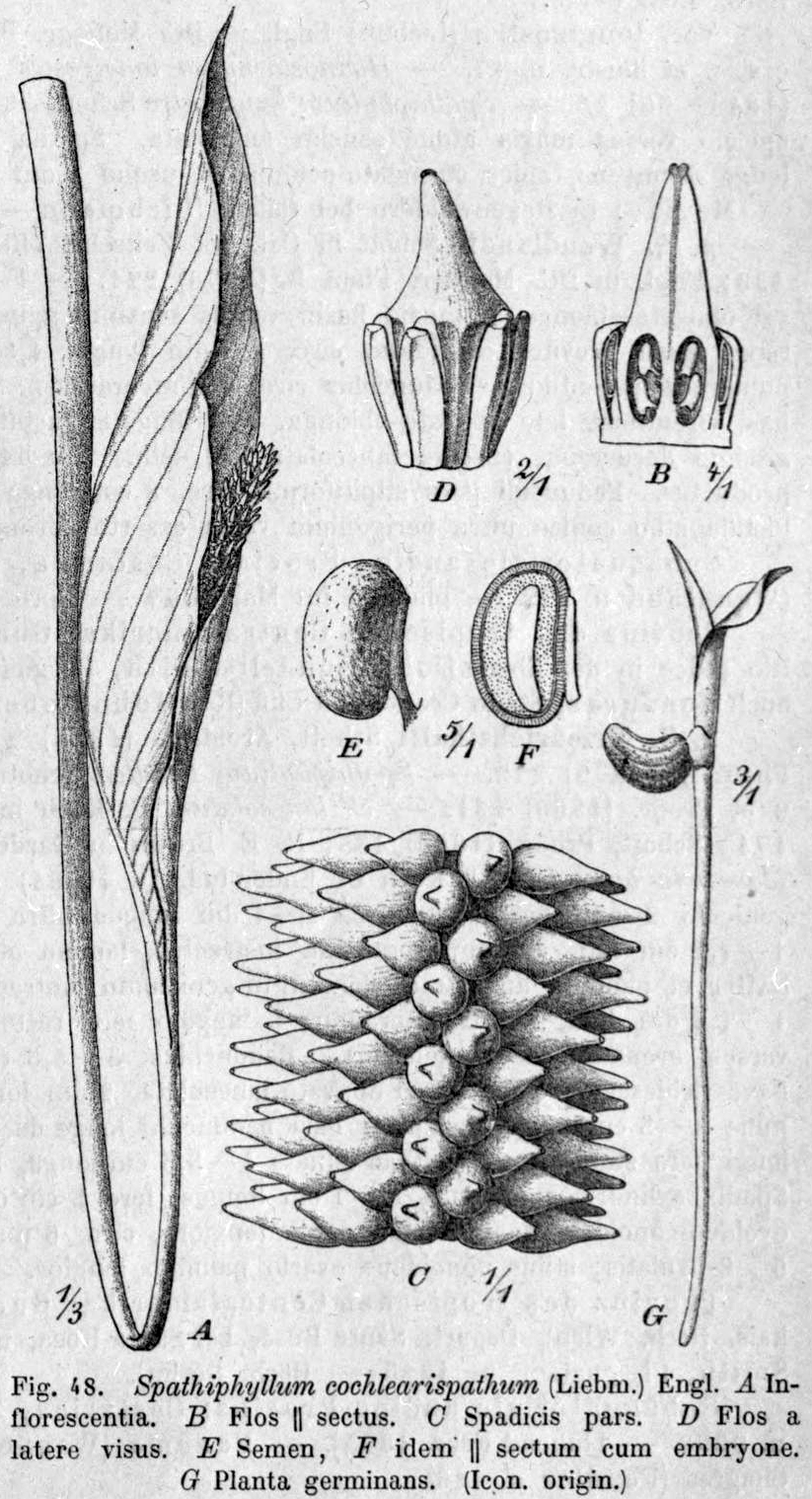